# Csanád nemzetség

A Csanád nemzetség címere

A Csanád nemzetség (Sunad, Chanad) őse valószínűleg az a Csanád vezér volt, aki 1028-ban Ajtonyt legyőzte, s kinek a krónikák szerint atyja Doboka volt, és az Árpád-házzal állt rokonságban.
A nemzetség birtokai hat megyére; Csanád, Temes, Szerém, Vas, Győr és Moson megyékre és a Száván túl fekvő Macsói bánságra terjedtek ki.

## Története
Csanád Szent István királlyal valamilyen rokonságban állt, de Ajtony vezér vazallusa volt. Miután szembefordult Ajtonnyal, megkeresztelkedett.
István király őt állította a Marosvár-on székelő Ajtony vezér hatalmának megtörésére küldött sereg élére.
Csanád 1028-ban legyőzte Ajtonyt, győzelme után jutalmul megkapta Ajtony területét és Marosvár ispánja lett. A győzelem után a vár neve is Csanádvár, majd 1030-ban a Csanádi püspökség székhelye is lett.
Csanád az Ajtony feletti győzelme tiszteletére itt monostort is építtetett, melyet 'Oroszlános-nak nevezett el a győzelem előtti látomása után, melyben álmában egy oroszlán jelent meg, győzelmet ígérve Csanádnak. A Monostor első püspöke Szent Gellért lett, akit István király bízott meg Csanád megye és a csanádi püspökség megszervezésével.
Csanád története is a Szent Gellért legendából maradt fenn az utókor részére.
A Csanád nemzetségnek a tatárjárást megelőző időkben már nagy kiterjedésű birtokai voltak a környéken és a megyében.

## A nemzetségből származó családok
1160-1190 körül élt Csanád vezér dédunokája Buguzlou, a Vejteiek őse és 
Belenyk (Belényes) bán.
Belenyiknek (Belenik) (Belényes bánnak) három fia volt: Nagy Fülöp, Kelemen bán és Waffa.
- Nagy Fülöp és Waffa Szentkirályon volt birtokos.
- Belnyik bán idősebb fiától, Kelemenös bántól, ki előbb aradi várispán volt származott le a Thelegdy család.

Kelemen (Kelemenös) bán fia I. Pongrácz (1218-1256 volt, kinek fiai László és Tamás Telegd birtokosai voltak. Ők tekinthetők a nemzetség Bihar megyei törzsének, mely köré a nemzetség Erdőháti birtokai csoportosultak. E birtokok a fennmaradt oklevelek szerint még a tatárjárás előtt kerültek a nemzetség birtokába.
1257-ben László és Tamás és az ugyanezen nemzetségből leszármazott István fia Pál a váradi káptalan előtt a következő birtokokon osztoztak:
Berény, a Sebes-Körös mentén, Borostelek, Pósalaka, Battyán, Dubricson, Sonkolyos, Telki, Telked egy része, valamint Szakadát és Szabolcs.
A 13. században a nemzetség birtoka lett a kalotai kerületben fekvő Jenő és a Bánságban fekvő Kanizsamonostor, Szanád és Padé is.
Kanizsamonostor, Kanizsa (monostora) a Csanád nemzetség monostora volt, mely már a tatárjárás előtt fennállt.
1247-ben a Csanád nemzetségbeli Kelemen fia Pongrác ispánnak telke volt itt.
A területet 1256-ban Kelemen és Waffa utódai két részre osztották a hozzá tartozó falukkal együtt.
1274-ben részben a Makófalviak őseié volt, 1337-ben pedig déli része a Makófalviaké, az északi rész pedig a Telegdyeké lett.
1337-ben a nemzetségi monostort a Makófalviak és a Telegdyek közösen használták.
Szanád fele része 1247-ben Pongrácz ispán birtoka volt. A nemzetség tagjainak 1256 évi birtokmegosztásakor Szanád a Kelemenös fiak birtoka lett, de Károly Róbert király uralkodása alatt Tamás ispán fiai hűtlenségük miatt Szanádot elvesztették és csak 1321-ben nyerték vissza Csanád prépost közbenjárására.
1337-ben Szanád már két részből állt: Al-Szanád jutott a Telegdyeknek, Fel-Szanád a Makófalviaknak. A Telegdyek később, 1360-ban még egyszer megosztoztak itteni birtokukon; ekkor a falut Telegdy Miklós fiai, György és Miklós kapták meg. A Telegdy rész megmaradt a család birtokában és Telegdy István 1508-ban a királytól új adománylevelet kapott itteni birtokrészeire. 
A Makófalvi család része a Csákiak birtokába került. Csáki Gábor ezt a részt 1509-ben elzálogosította Bakócz Tamás bíboros érseknek.
Padé a Csanád nemzetség tagjainak1256-os osztozkodásakor a falu Kelemenös bán fiainak jutott, kinek unokáját, Tamás ispánt, IV. László király 1285 április 26-án megerősítette itteni birtokaiban. Az 1337 évi újabb birtokmegosztáskor az egész falut a Makófalvi család kapta osztozkodásakor, Padé Kelemenös bán fiainak jutott, kinek unokáját, Tamás ispánt, IV. László király 1285 április 26-án megerősítette itteni birtokaiban. Az 1337 évi újabb birtokmegosztáskor az egész falut a Makófalvi család kapta.
I. Pongrác fiai közül Tamás(ispán) 1299 után Telegd birtokosa volt, ő alapította meg a későbbi virágzó Thelegdy családot.
Waffa comesnek három fia: Csanád (1238-1356), Barnabás és I. Fülöp voltak.
Waffa fia Csanád comes neve egy 1233-ban kelt oklevélben fordul elő Erdélyben Karakó és Igen-nel kapcsolatban.
A Waffa ágból, annak Csanád nevű fiától származtak később a Makófalvy, Makay és a Kémery családok. 
Barnabás (1256) és Fülöp (1256) nevű fiaitól származtak a Tömpösiek ősei.
1274-ben a Csanád nemzetség tagjai; a Makófalviak és a Tömpösiek megosztoztak birtokaikon, mely alkalommal a Waffa fiak  (a három testvér) 22 falut kaptak, köztük négy monostort is.
1344-ben pereskedett egymással birtokain a két ág: Kelemenös és Waffa ága:
A Csanád nemzetség leszármazottai közül a geleji előnévvel élő Makayak még az 1700-as évek elején is szerepeltek az okiratokban.